# (947) Monterosa
Pour les articles homonymes, voir Monterosa.
(947) Monterosa est un astéroïde de la ceinture principale découvert le 8 février 1921 par l'astronome allemand Friedrich Schwassmann. Sa désignation provisoire était 1921 JD.
Le nom de l'astéroïde est dérivé du navire à passagers Monte Rosa de la Hamburg Südamerikanische Dampfschifffahrtsgesellschaft (HSDG), que l’Université de Hambourg a utilisé pour des expéditions en mer du Nord. L’astéroïde a reçu son nom le 21 février 1934 dans le cadre d’un voyage scolaire en haute mer de l'Université de Hambourg.